# NHK秋吉テレビ中継局
NHK秋吉テレビ中継局（エヌエイチケイあきよしテレビちゅうけいきょく）は、山口県美祢市秋芳町に置かれていたNHK山口放送局のテレビジョン中継局である。

## 中継局概要
当中継局は、美祢市秋芳町大字岩永本郷字永明寺の永明寺山に置かれていた。
| 放送局名          | チャンネル | オフセット | 空中線電力        | ERP                 | 放送対象地域 | 放送区域内世帯数 | 偏波面   |
| NHK山口総合テレビ | 50ch       | -10kHz     | 映像3W /音声750mW | 映像13.5W /音声3.3W | 山口県       | 不明             | 水平偏波 |
| NHK山口教育テレビ | 48ch       | -10kHz     | 映像3W /音声750mW | 映像13.5W /音声3.3W | 全国         | 不明             | 水平偏波 |

- 2011年7月24日をもってすべて廃止された。デジタルテレビ放送については非該当である。